# Bundesstraße 237

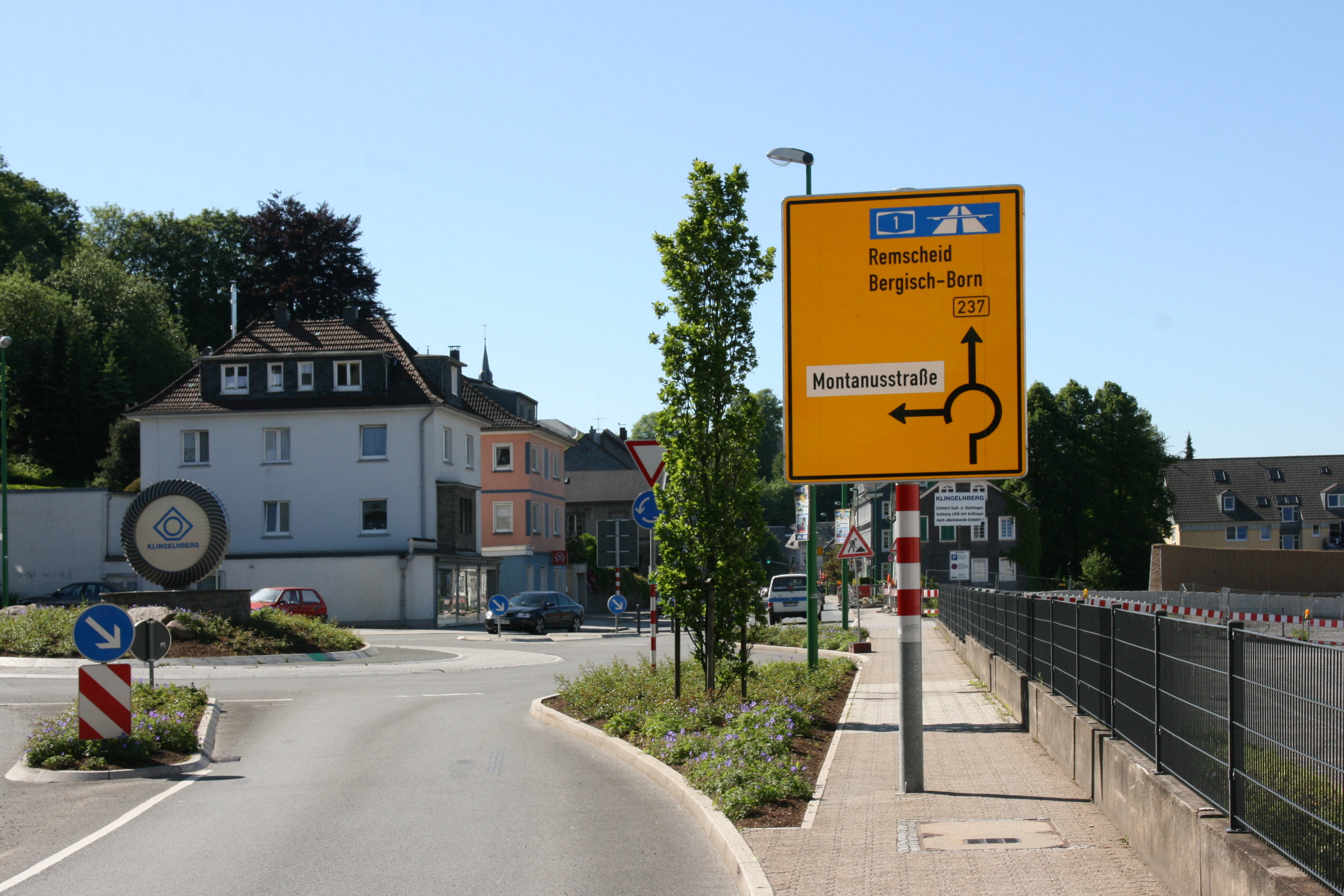
Hückeswagen, Am 21. September 2007 eröffneter Monatanuskreisel mit 2,4 m hohem Zahnrad der ansässigen Firma Klingelnberg für die Einmündung der Montanusstraße in die Peterstraße

Die Bundesstraße 237 (Abkürzung: B 237) verbindet das Rheinland mit Westfalen. Sie führt von Remscheid über Hückeswagen, Wipperfürth, Ohl nach Kierspe. Sie dient zugleich als Querspange zwischen den Autobahnen A 1 und A 45.

## Geschichte
Diese Straße wurde 1865 als Born-Gummersbacher Staatsstraße bezeichnet.

## Baumaßnahmen
Der Abschnitt Hückeswagen nach Wipperfürth wurde 1963 asphaltiert. Zuvor existierte die Straße dort mit Kopfsteinpflaster. Im September 1977 wurde der Ausbau der Ortsdurchfahrt Hückeswagen entlang der Bundesstraße abgeschlossen. Im Bereich Mühlenberg bis zum Ortsausgang Hämmern sanierte der Landesbetrieb Straßen NRW Ende 2010 ein 400 Meter langes Teilstück. Die letzte oberflächliche Sanierung erfolgte im Jahr 2003. Vom 2. Mai bis zum 27. September 2012 erfolgte eine Komplettsanierung des drei Kilometer langen Teilstückes zwischen Dörpe und Bergisch Born. Eine Sanierung auf diesem Abschnitt drei Jahre zuvor, im Frühjahr 2009, hatte sich aufgrund von nicht ausreichend zur Verfügung gestellten Finanzmitteln als Fehlschlag erwiesen.
Im Dezember 2011 wurde das als Umgehungsstraße geplante „Projekt B 237 N“ genehmigt. Im Westen der Stadt Wipperfürth wird die Straße von der Lenneper Straße über eine neue Wupperbrücke zur Egener Straße geführt und mündet in den mit Nordtangente bezeichneten Verlauf der B 237. Mit ersten vorbereitenden Arbeiten wurde im Dezember 2012 begonnen. Das Straßenbauvorhaben war inklusive der neu zu errichtenden Brücke mit 5,5 Millionen Euro veranschlagt. Im Sommer 2014 erfolgte die Fertigstellung.
Im Juni 2013 begann der Bau eines neuen Kreisverkehrs in Hämmern, der im Oktober 2013 fertiggestellt wurde.
2021 wurde im Einmündungsbereich Kobeshofen bei Westenbrücke mit einem Tempolimit auf 60 km/h ein Unfallschwerpunkt entfernt. Im Zuge der Maßnahme wurden zudem neue Leitplanken in Fahrtrichtung Hückeswagen installiert.